# Felsődombó
Felsődombó (szlovákul Horné Dubové, németül Oberdubowan) község Szlovákiában, a Nagyszombati kerületben, a Nagyszombati járásban.

## Fekvése
Nagyszombattól 18 km-re északra fekszik.

## Nevének eredete
Neve a szláv dub (= tölgy) főnévből való.

## Története
1262-ben említik először.
Vályi András szerint "Felső Dómbó, Horne Dubove, Tót falu Poson Vármegyében, földes Ura Gróf Pálfy Uraság, lakosai katolikusok, fekszik Nagy Szombattól mintegy 3/4. mértföldnyire, határja középszerű, vagyonnyai meglehetősek, de fája réttye, legelője is szűk lévén, második Osztálybéli."
Fényes Elek szerint "Felső-Dombó (Ober Dubován), Pozson most F. Nyitra v. tót falu, 347 kath., 5 zsidó lak., szűk határral. F. u. gr. Pálffy Ferencz."
A trianoni békeszerződésig Pozsony vármegye Nagyszombati járásához tartozott.

## Népessége
| Év:            | 1994. | 2004.   | 2014.   | 2024.   |
| -------------- | ----- | ------- | ------- | ------- |
| Emberek száma: | 381   | 366     | 379     | 353     |
| Eltérés:       |       | -3,93 % | +3,55 % | -6,86 % |

| Év:            | 2023. | 2024.   |
| -------------- | ----- | ------- |
| Emberek száma: | 359   | 353     |
| Eltérés:       |       | -1,67 % |

1910-ben 399, túlnyomórészt szlovák anyanyelvű lakosa volt.
2001-ben 378 lakosából 375 szlovák volt.
2011-ben 381 lakosából 378 szlovák volt.